# Waterplak
Het Waterplak is een vallei gelegen in de duinen van het waddeneiland Terschelling tussen Midsland aan Zee en West aan Zee. In het Waterplak staat het grondwater vrijwel het hele jaar boven het maaiveld. Alleen in extreem droge zomers zakt het grondwater weg en valt de vallei droog.
Bijna de helft van de vallei is begroeid met een dichte vegetatie van riet (Phragmites communis). In 1991 en 1992 is bijna de helft van de vallei geplagd. In de geplagde delen zijn waardevolle vegetaties ontstaan van oeverkruid (Littorella uniflora). Andere waardevolle plantensoorten in het Waterplak zijn stijve moerasweegbree (Echinodorus ranunculoides), drijvende waterweegbree (Luronium natans), dwergrus (Juncus pygmaeus) en waterpunge (Samolus valerandi). 
In de zestiger jaren van de vorige eeuw vestigde zich een uitgebreide kolonie van de kokmeeuw (Larus ridibundus) in het Waterplak. De kolonie breidde zich uit tot een aantal van meer dan 5000 nesten. Na de uitvoering van de plagexperimenten verdween de kolonie echter.
Het Waterplak is een belangrijk broedgebied voor de waterral, de roerdomp, de kleine karekiet, de rietzanger, het baardmannetje, de slobeend, de krakeend, de grauwe gans, de dodaars en de fuut.